# Черкесова, Наталия Сергеевна
Наталия Сергеевна Черкесова (Чаплина; род. 15 февраля 1957, Ленинград) — советская и российская журналистка, редактор, руководитель-основатель информационного агентства «Росбалт» (2000—2024). Являлась корреспондентом газеты «Смена», главным редактором детской газеты «Ленинские искры» (1985—1991). С 1990 года главред-основатель газеты «Час пик» и гендиректор одноименного издательского дома, с 1997 года главред «Петербургского Часа Пик» (еженедельника), с 2004 года председатель Совета директоров данного издания. Как создательница этой «первой демократической газеты» называлась изданием Ленправда. А «Новая газета — Санкт-Петербург» отмечала: «Начало 90-х годов — звездный час этой газеты, выходившей огромными тиражами и бывшей одной из лучших в городе и в стране. Ее школу прошли многие известные питерские журналисты».
Лауреат премии Союза журналистов России и ряда других премий в области журналистики, в частности «Золотое перо»-2007.
Член Союза журналистов Санкт-Петербурга, его правления и секретариата, а также зампред (исполняла обязанности председателя).
Член Совета по внешней и оборонной политике, Координационного комитета российско-германского форума «Петербургский диалог».
В 2004 году, по данным радио «Эхо Москвы», ее кандидатура рассматриваласть на пост главреда газеты «Известия», а в 2007 еженедельник «Собеседник» прочил ее на смену Олегу Добродееву во главе федерального телеканала «Россия». Также в 2000-е она претендовала на то, чтобы стать сенатором от Псковской области (передумала). В 2000 году входила в предвыборный штаб Владимира Путина. Среди работ — «Школа окнами в завтра» (Ленинград : Лениздат, 1990. 111 с.), «Только сегодня… и ежедневно» (Л. : Дет. лит., 1990. 160 с.) .
Входила в список влиятельных петербуржцев.
Награждена орденом Почета. Вдова генерала полиции Виктора Васильевича Черкесова. Есть две дочери от первого брака. С Черкесовым сблизилась, когда она как журналистка сопровождала его совместную поездку с В. В. Путиным в Китай. Для обоих это оказался второй брак; Наталья Сергеевна была замужем за значительно старшим ее журналистом Виктором Лепетюхиным, ставшим ее наставником в журналистике — вместе с ним она работала в «Смене». Двоюродная внучка генсека комсомола Николая Павловича Чаплина (его младший брат, чекист, был ее дедом). Имел место конфликт с Черкесовой чемпиона России и СНГ по кикбоксингу К. Горделадзе.